# Emma Lambotte
Pour les articles homonymes, voir Lambotte.
Emma Lambotte, née Emma Protin à Liège le 11 août 1876 et morte à Wilrijk le 18 mars 1963, est une femme de lettres, artiste peintre, mécène et escrimeuse belge.
Écrivaine, elle écrit des poèmes, des romans, de la correspondance et des critiques d'art. 
Elle expose au Salon de Bruxelles de 1914, mais elle est surtout connue comme mécène et collectionneuse d'art contemporain, dont une série d'œuvres de James Ensor.
Escrimeuse, elle est l'une des pionnières féminines de cette discipline sportive. 

## Biographie

### Famille
Emma (Marie Léonie Emma) Protin, née rue Féronstrée à Liège le 11 août 1876, est la fille d'Edouard Joseph Protin (1824-1884), imprimeur et papetier, et d'Henriette Joséphine Germeau (1844). Orpheline de père à huit ans, Emma Protin épouse à Liège le 21 septembre 1895 Albin Lambotte (1866-1955), docteur en médecine, chirurgien, et l'un des pionniers de la traumatologie. Le couple s'établit à Anvers, où le mari exerce sa profession.

### Carrière plurielle

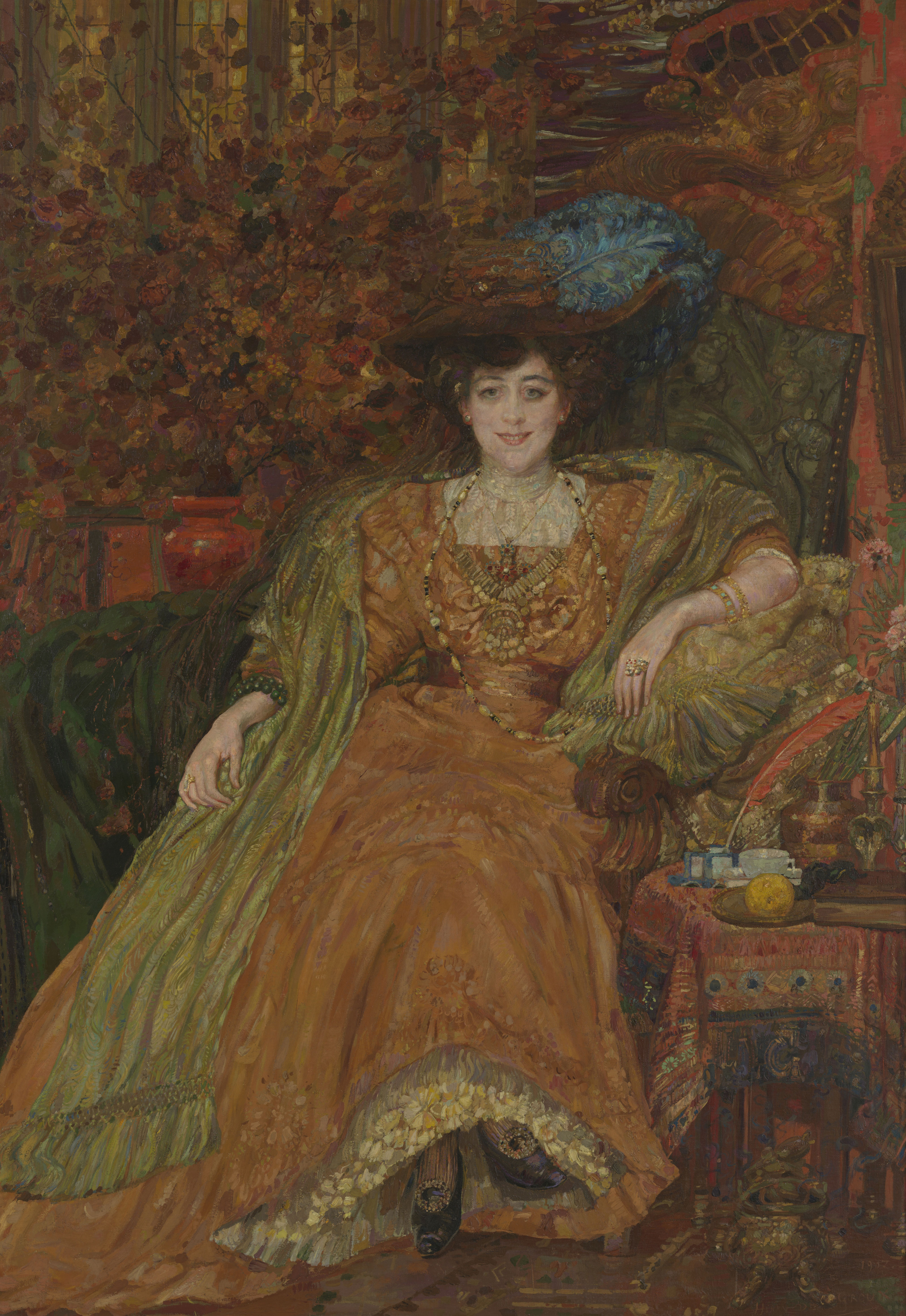
Portrait d'Emma Lambotte (1907) par Henry de Groux, au Musée d'Art à la mer à Ostende.

Issue d'une famille de l'élite bourgeoise, Emma Lambotte, après une scolarité secondaire à l'institut supérieur libre de demoiselles dirigé par Léonie de Waha, est autorisée à suivre des cours particuliers à l'Académie royale des beaux-arts de Liège. Elle achève ses études dans un pensionnat religieux, avant de se marier, à l'âge de 18 ans, en 1895 avec Albin Lambotte, chirurgien également passionné d'art. 
En 1904, elle noue une amitié avec James Ensor et collectionne ses œuvres, qu'elle expose dans le salon littéraire et artistique qu'elle tient régulièrement. En soutenant le peintre, elle affirme ses idéaux artistiques. Les critiques élogieuses qu'elle publie au sujet des œuvres d'Ensor contribuent à établir la renommée de l'artiste. Elle se lie également aux peintres Auguste Donnay et Armand Rassenfosse,,. Après avoir exposé, grâce à l'entremise de James Ensor, en 1908 au Kursaal d'Ostende, elle envoie une peinture intitulée Chinoiseries (Dragon bleu) au Salon de Bruxelles de 1914.
Au début du XXe siècle, Emma Lambotte mène une carrière sportive, comme escrimeuse. Elle devient, de 1907 à 1914, présidente du Ladies Fencing club d'Anvers et bénéficie des leçons de Cyrille Verbrugge. En 1910, au sein de son club, elle participe à la première compétition internationale d'escrime féminine à Londres. En 1937, elle publie L'Escrimeuse, un recueil de souvenirs narrant les débuts de ce sport au sujet des femmes pratiquant l'escrime en Belgique au début du XXe siècle.
Emma Lambotte écrit des poèmes, des romans et des nouvelles et correspond avec James Ensor, variant l'expression de ses talents littéraires. Dans les rubriques littéraires qu'elle tient dans la presse liégeoise et anversoise, elle narre notamment ses récits de voyages en Égypte, au Canada et aux États-Unis. 
Elle recueille davantage de succès comme mécène et écrivaine que comme peintre. En 1910, elle abandonne son pseudonyme « Emaël » et publie sous son nom son premier recueil Les Roseaux de Midas, préfacé par Laurent Tailhade, et dont Guillaume Apollinaire souligne les qualités, appréciant son esprit, sa tendresse, sa douce ironie et sa générosité. Le monde de l'enfance lui est cher, comme en témoignent son recueil de Mots d'enfants et son roman May et le monstre du Loch Ness, couronné par l'Académie française. Parmi ses poèmes, les recueils Paniska (orné d'un dessin de (James Ensor en 1933) et Heureux vallons (1934) se distinguent. Son dernier ouvrage Le Roman de Pénélope paraît en 1952. Elle rédige plusieurs textes et une biographie consacrés à la reine Astrid. Un prix « Emma Lambotte est créé », récompensant des poètes belges.
Emma Lambotte donne des conférences de nature littéraire, artistique, et parfois féministe, notamment à Bruxelles en 1912. Ses œuvres poétiques sont parfois lues, dès 1925, lors d'émissions de Radio Tour Eiffel. Elle soutient également les auteurs d'expression wallonne. Traductrice, elle publie des versions en français de poèmes wallons. En 1948, dans la cadre du XXe Congrès du PEN International à Copenhague, Emma Lambotte est l'une des représentantes de la délégation belge.
En 1921, elle devient vice-présidente de l'Union des femmes de Wallonie, créée en octobre 1912 à Liège afin de regrouper des femmes wallonnes pour les encourager à perpétuer les traditions de la culture wallonne, mais aussi d’éveiller une conscience politique chez les femmes. Depuis 1913, elle est l'une des rédactrices du Bulletin trimestriel, édité par l'association. Cependant, en 1928, son établissement définitif à Wilrijk en province d'Anvers correspond à l'affaiblissement de sa lutte en faveur de la culture wallonne. Elle se concentre désormais sur l'art, la littérature et le féminisme,. 
Veuve depuis 1955, Emma Lambotte meurt à Wilrijk, le 18 mars 1963, à l'âge de 86 ans.

## Distinction
- Chevalier de l'ordre de Léopold II en mars 1920[3].